# Pont Neuf Gueuroz

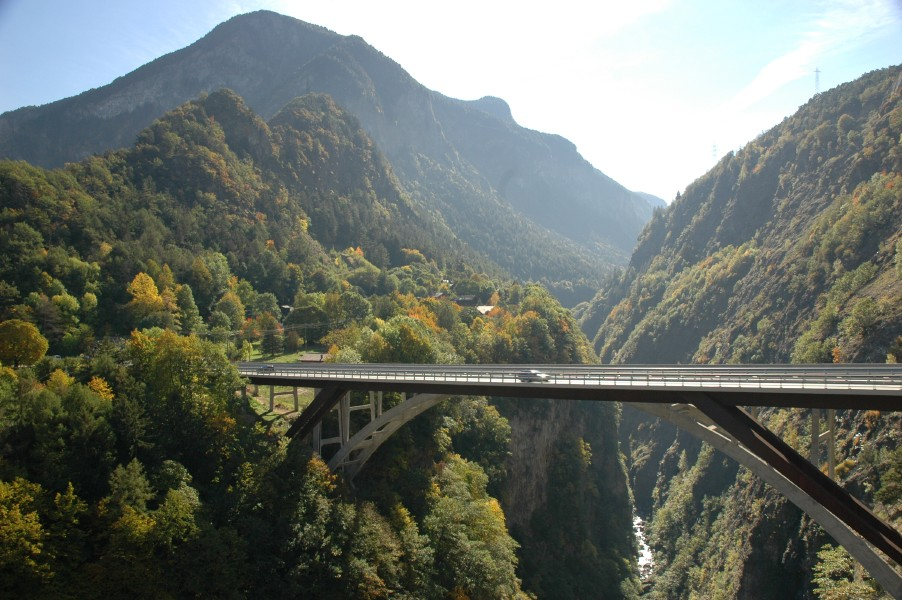
Der neue Pont de Gueuroz vor der alten Brücke

Der Pont Neuf de Gueuroz (auch Pont du Gueuroz) ist eine Sprengwerkbrücke aus Stahl mit Betonfahrbahnplatte, welche die Kantonsstrasse von Martigny nach Salvan im Schweizer Kanton Wallis über die Gorge du Trient (dt. Trient-Schlucht) führt. Die Brücke steht nördlich des Weilers Gueuroz, die Fahrbahn liegt 189 m über dem Flussbett. Die Brücke gehört zu den höchsten Rahmenbrücken Europas.

## Geschichte
Das Bauwerk ersetzt die zwischen 1932 und 1934 errichtete Brücke, die vom Walliser Bauingenieur Alexandre Sarrasin entworfen wurde. Sie zeigte bei einer Inspektion in den 1980er Jahren Anzeichen von Bauwerksschäden, die eine Sanierung verlangt hätten, ausserdem war die Tragfähigkeit von nur 13 Tonnen für die heutigen Verhältnisse sehr gering. Der Kanton Wallis als Besitzer der Brücke schlug deshalb den Bau einer neuen Brücke talseitig der bestehenden vor.  
Das Ingenieurbüro Gianadda & Guglielmetti aus Martigny entwarf eine Sprengwerkbrücke mit 109 m Stützweite, die so gestaltet wurde, dass sie sich optimal der Silhouette der bestehende Brücke anpasste. Damit blieb das alte Bauwerk trotz der neuen Brücke weiterhin vom Rhonetal aus sichtbar, obwohl die neue Brücke vor der alten steht.    
Seit der Eröffnung der neuen Brücke 1994 darf die alte nur noch von Fussgängern und Radfahrern benutzt werden, der motorisierte Verkehr wird über die neue Brücke geführt.

## Bauwerk
Die Verbundbrücke besteht aus einem Brückenträger mit Sprengwerk in wetterfestem Baustahl mit aufgelegter Betonfahrbahnplatte. Beim Bau wurden zuerst die Stützbeine in vertikaler Stellung errichtet, die danach zurückgehalten von Stahlseilen in die definitive Lage gebracht wurden. Danach wurde von der rechten Talseite der Brückenträger über die Stützbeine geschoben. Die Betonfahrbahnplatte wurde mithilfe einer auf dem Stahlträger rollenden fahrbaren Schalung in Etappen erstellt.